# Alan Damián Pérez
Alan Pérez (20 de abril de 1991, Lomas de Zamora, Argentina) es un futbolista argentino que se formó en Boca Juniors. Actualmente juega en el Cusco Fútbol Club de la  Primera División del Perú.

## Biografía
Hizo todas las inferiores en Boca, jugó en Reserva, luego pasó al plantel de primera donde comenzó a entrenar con ellos, aunque no debutó con el primer equipo, pero jugó los encuentros amistosos de pretemporada contra los equipos norteamericanos.

## Clubes
| Club                   | País      | Año       | PJ  | G |
| ---------------------- | --------- | --------- | --- | - |
| Boca Juniors           | Argentina | 2011-2012 | 0   | 0 |
| → Boca Unidos (cedido) | Argentina | 2012-2014 | 80  | 1 |
| → Magallanes (cedido)  | Chile     | 2014-2015 | 31  | 0 |
| Boca Unidos            | Argentina | 2016-2018 | 34  | 0 |
| Atlanta                | Argentina | 2018-2022 | 104 | 1 |
| Temperley              | Argentina | 2023      | 37  | 1 |
| Cusco FC               | Perú      | 2024-Act. | 1   | 0 |